# Pocitová mapa
Pocitové mapy jsou podskupinou mentálních map a patří do nástrojů behaviorální geografie. Pocitové mapy zatím nemají jednu všeobecně uznávanou definici. Obecně se však pracuje s pojetím, že pocitové mapy jsou kartografické výstupy, které umožňují zobrazit lidské pocity, myšlenky či zkušenosti v prostoru, a tvorbu vlastních pocitových geodat . Vyjadřují tedy subjektivní názor autora jednotlivým místům – například město či sídliště, u kterých však nelze hodnotit správnost, ani míru shody s realitou, protože obsahují kvalitativní hodnotící soudy jejich tvůrců . Výsledná mapa je poté tvořena mapovou syntézou odpovědí více respondentů. 
Preference se mohou týkat různých témat, ať již bydlení, práce, trávení volného času, či ochrany a kvality životního prostředí. Zvláštním případem negativních preferenčních map jsou mapy strachu či pocitu nebezpečí, které jsou v současné době hojně využívány v České republice i v zahraničí. 
Pocitové mapování lze chápat jako analogový sběr dat (např. formou mapových dotazníků, velkoformátových map s barevnými špendlíky), ale také jako online mapový dotazník za využití široké nabídky existujících aplikací (např. PocitoveMapy.cz, Ushahidi či vlastních mapových aplikací na komerční platformě Esri či otevřené Leaflet). Poměr využití analogových a digitálních forem sběru dat se v průběhu let mění a v současné době dominují převážně digitální metody sběru dat. Důležitým aspektem online mapování je volba druhu geometrie, který bude reprezentovat sbírané prvky – bod, linie či polygon. Vlastní volba záleží především na počtu respondentů, ale také tématu, které je mapováno , jednoznačně převládá využití bodů pro vyznačení jednotlivých lokalit.